# Christuskirche (Gröbming)

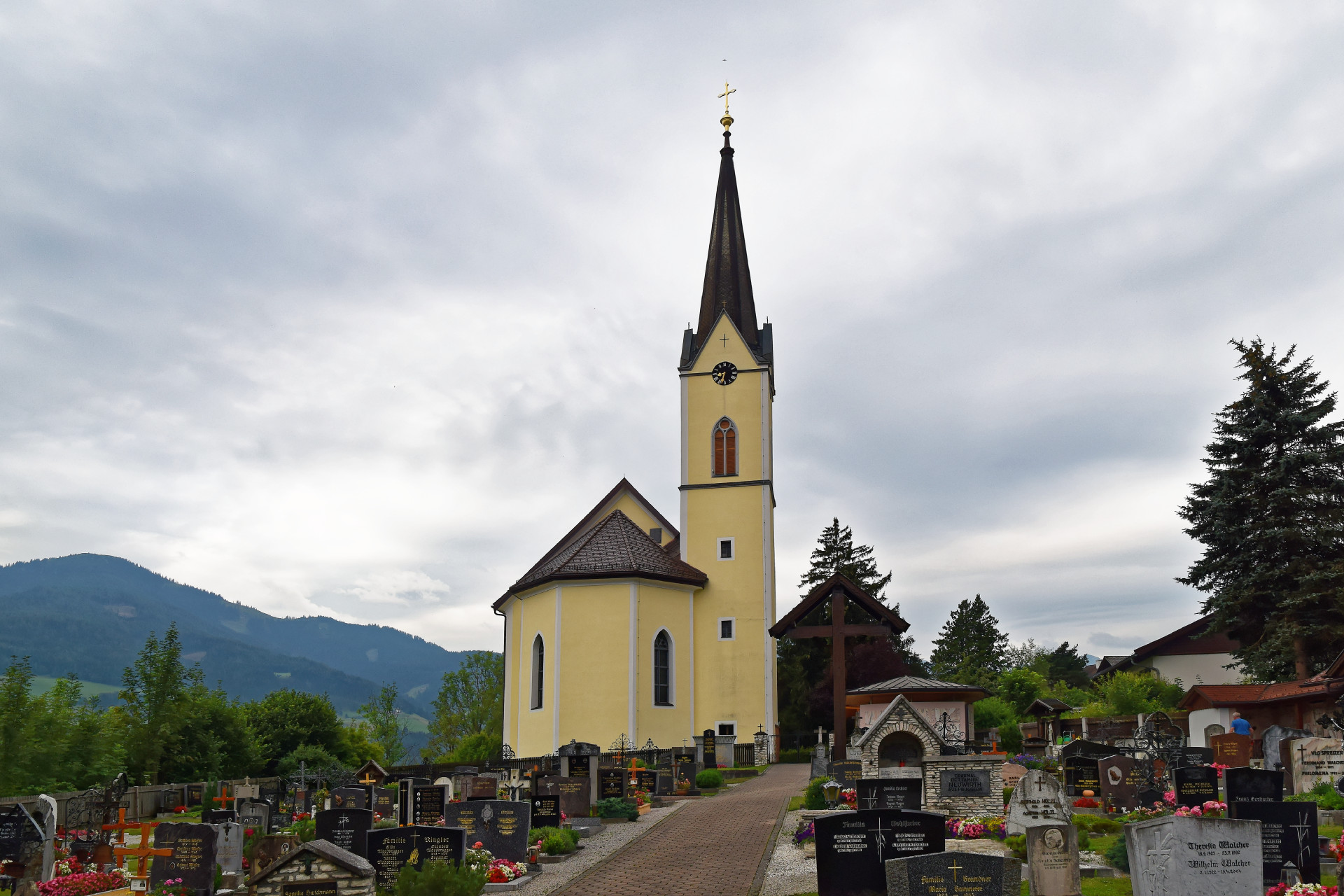
Christuskirche in Gröbming

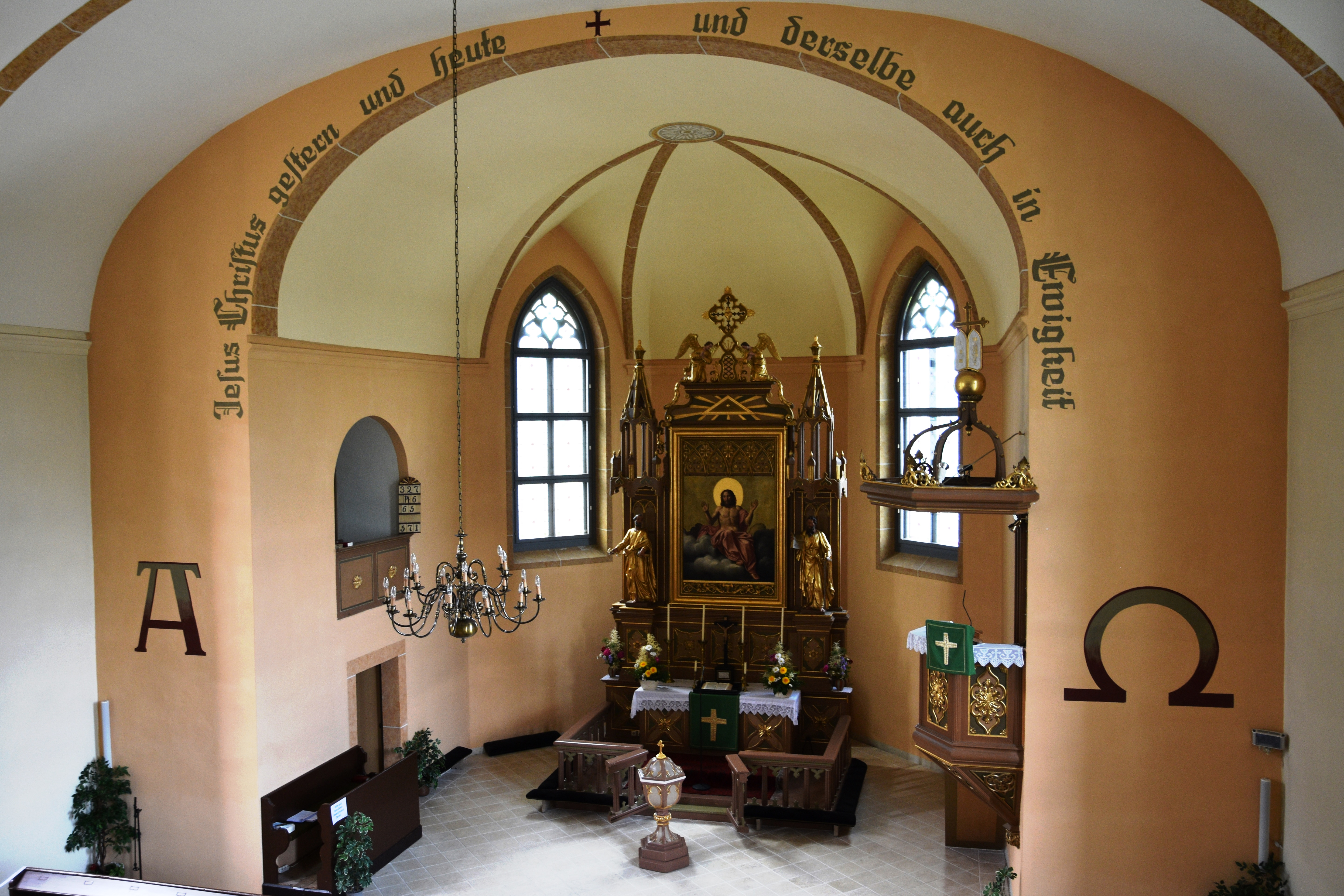
Altarraum

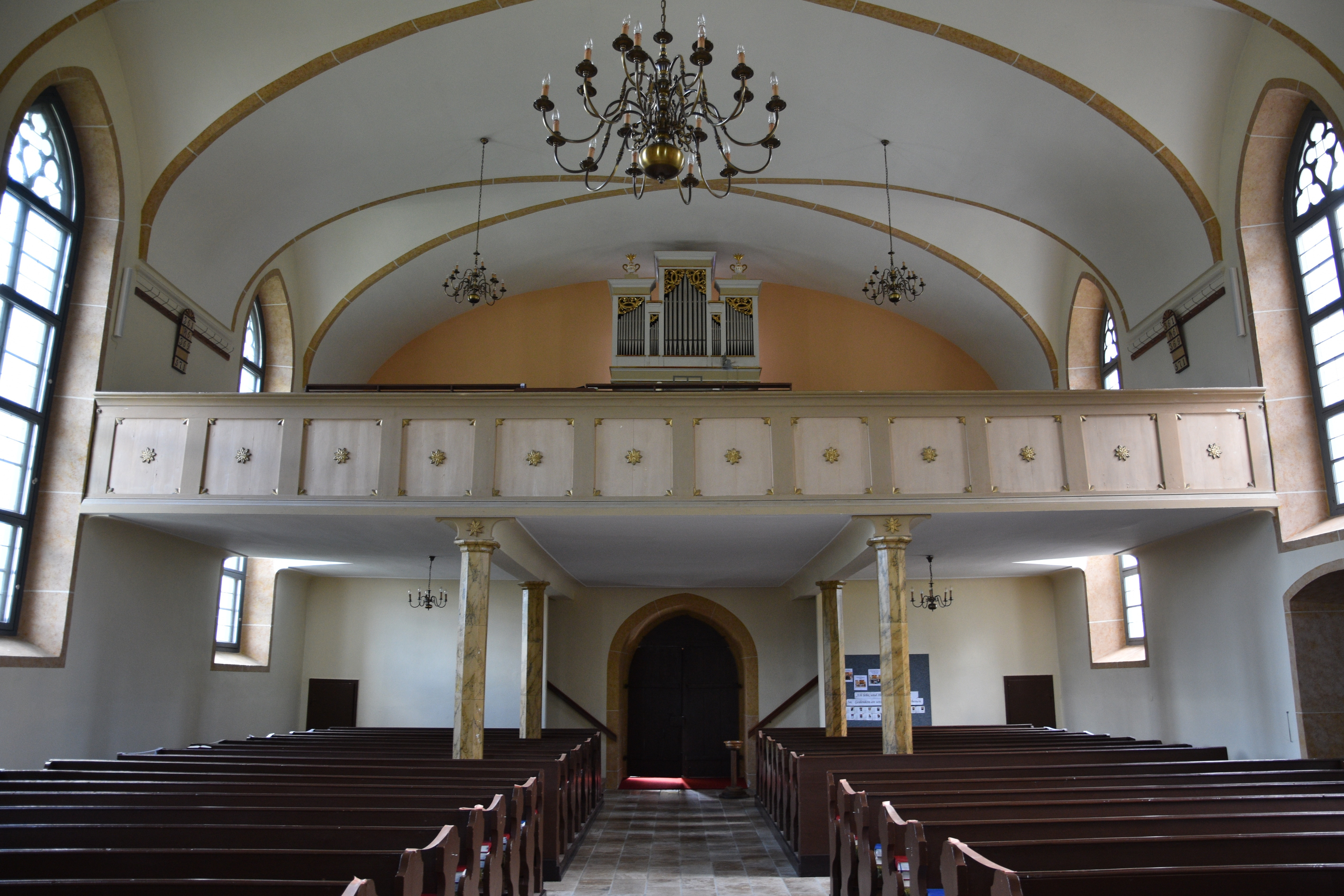
Kirchenraum mit Empore

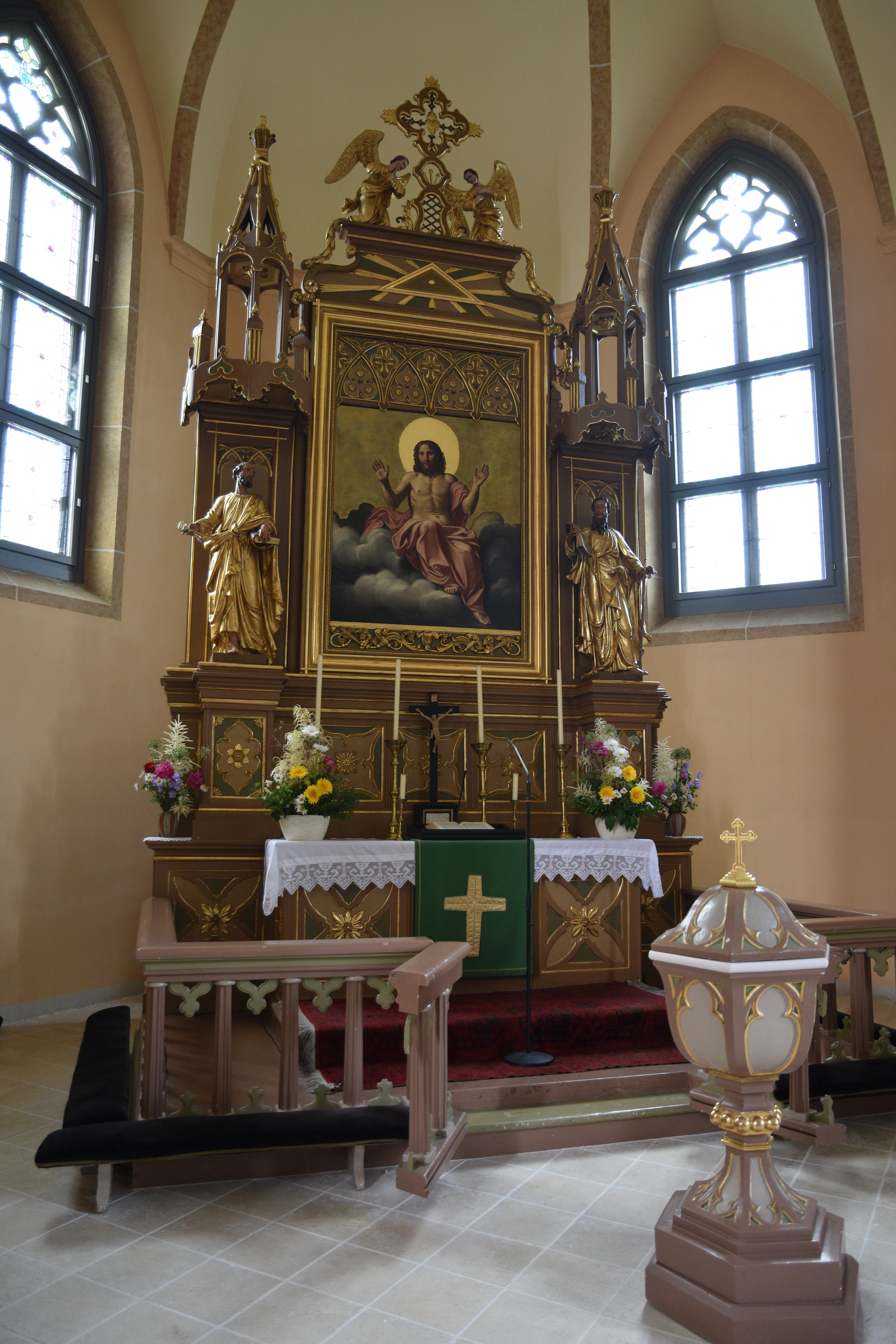
Altar

Die Christuskirche ist die evangelisch-lutherische Gemeindekirche von Gröbming. Sie gehört der Evangelischen Superintendentur A. B. Steiermark an. Das Gebäude steht unter Denkmalschutz (Listeneintrag).

## Geschichte
In der Gröbminger Umgebung des Ennstals hatte sich der Protestantismus unter Duldung des Admonter Abtes Valentin Abel ab 1565 fest etabliert und durchgesetzt. Als erster lutherischer Pfarrer und Prediger in Gröbming wurde 1570 der Bauernsohn Martin Schröffel in sein Amt eingesetzt. Um 1580, zur Hochblüte des Protestantismus in der Gegend, waren 90 % der Bevölkerung evangelisch und weitere Pfarrer installiert worden. Im Februar 1599 wurde Martin Schröffel aber im Zuge der Rekatholisierung im Rahmen der Gegenreformation gegen den entschiedenen Widerstand der evangelischen Bevölkerung abgesetzt und vertrieben. Der durch die Obrigkeit verbotene evangelische Glaube konnte danach nur noch verborgen und geheim als Kryptoprotestantismus ausgelebt werden. Entdeckte Ketzer wurden oftmals hart bestraft, so wurden 1629 Hanns Bartholomäus von Moosheim, Wilhelm von Moosheim und Benedictus von Moosheim samt ihren Frauen und Kindern des Landes verwiesen.
Nach Erlass des Toleranzpatentes durch Kaiser Joseph II. 1781 bekannte sich zunächst niemand zum evangelischen Glauben, und erst der Zuzug von Protestanten aus der weiteren Region ließ wieder eine von Schladming betreute Filialgemeinde entstehen, deren Gottesdienste in Bauernhäusern gefeiert wurden. Erst nach der Revolution 1848, die die Religionsfreiheit garantierte, erfolgte 1852 die Wiederbegründung der Pfarre Gröbming. Sie war damals die kleinste und ärmste Pfarrgemeinde der Steiermark und zählte 440 Gemeindeglieder. Erster Pfarrer wurde Josef Pultar, der der Gemeinde über die gesamte 2. Hälfte des 19. Jahrhunderts vorstand.
1947 wurde der Gröbminger Pfarrer Leopold Achberger zum ersten Superintendenten der neu gegründeten Evangelischen Superintendentur A. B. Steiermark ernannt.
Im Jahr 2025 werden auf einem Gebiet von rund 800 km², das 11 politische Gemeinden umfasst, 1.675 evangelische Gemeindeglieder betreut. Der Anteil der Evangelischen an der Gesamtbevölkerung im Gemeindegebiet beträgt 17,08 %.

## Architektur
Die Gröbminger Christuskirche, für deren Bau ein Gemeindemitglied den Baugrund kostenlos zur Verfügung stellte, wurde von 1850 bis 1852 außerhalb des Ortsgebiets der bestehende Kirchenbau errichtet. Die Einweihung der vom Gustav-Adolf-Verein sowie den evangelischen Pfarrgemeinden Schladming und Ramsau finanzierten Kirche fand am 29. Juni 1853 statt. In den Jahren 1905 bis 1910 erfolgten eine Erhöhung des im nördlichen Chorwinkel stehenden Turms mit einem Spitzhelm und eine Gotisierung des flachtonnengewölbten Kirchenraums. 1953 wurde der Innenraum, 1980 und 1981 die gesamte Kirche renoviert.

## Ausstattung
Der von den Statuen von Petrus und Paulus eingefasste Altar enthält als Stiftung des preußischen Königs Wilhelm I. ein Altarbild mit der Wiederkunft Christi. Die einmanualige Orgel mit drei Prospektfeldern und acht Registern schuf der Orgelbauer Friedrich Wagner in Graz.